# Eremophila microtheca
Eremophila microtheca är en flenörtsväxtart som beskrevs av Ferdinand von Mueller och George Bentham. Eremophila microtheca ingår i släktet Eremophila och familjen flenörtsväxter. Inga underarter finns listade i Catalogue of Life.